# Podatek od miłości
Podatek od miłości – polska komedia romantyczna z 2018 roku w reżyserii Bartłomieja Ignaciuka.
Prapremiera odbyła się 22 stycznia 2018 w warszawskim Multikinie w Złotych Tarasach. Cztery dni później, 26 stycznia, obraz trafił do kin na terenie Polski.

## Fabuła
Marian (Grzegorz Damięcki) zarabia jako szkoleniowiec. Pewnego dnia przez niefrasobliwość mężczyzna zadziera z fiskusem. Kontrolą jego finansów zajmuje się ambitna, nieustępliwa oraz surowa inspektor Klara (Aleksandra Domańska), która niespodziewanie ulegnie urokowi mężczyzny.

## Obsada
- Aleksandra Domańska jako Klara
- Grzegorz Damięcki jako Marian
- Roma Gąsiorowska jako Agnieszka
- Michał Czernecki jako Ryszard
- Anna Smołowik jako Hanka
- Tomasz Włosok jako Artur
- Ewa Gawryluk jako matka Klary
- Zbigniew Zamachowski jako ojciec Klary
- Magdalena Popławska jako Ilona
- Magdalena Różczka jako Maja
- Grażyna Wolszczak jako Malwina
- Weronika Rosati jako żona Ryszarda
- Mikołaj Zieliński jako Bartek

## Produkcja
Zdjęcia do filmu kręcono w Warszawie, Kołobrzegu i Gdyni, a okres zdjęciowy trwał od października 2016 do marca 2017 roku.